# Греческий национализм
Греческий национализм (греч. Ελληνικός εθνικισμός, реже эллинский национализм) — национализм греков и греческой культуры. Греческий национализм, как идеология, возник и развивался в античное время. В XVIII веке греческий национализм стал крупным политическим движением, которое вылилось в Греческую войну за независимость (1821—1829) против Османской империи. Он стал мощным движением в Греции незадолго до начала и во время Первой мировой войны. Одним из лидеров националистического движения был Элефтериос Венизелос, который был последователем Великой идеи и сумел освободить многие греческие земли во время балканских войн. После Первой мировой войны Венизелос сумел присоединить Измир, который затем был отбит Турцией. Сегодня греческий национализм сохраняет важную роль в греко-турецком споре за Кипр.

## История
Создание древнегреческих полисов служило в качестве одного из важнейших компонентов в росте и становлении греческого национализма. Во время греко-персидских войн в V веке до н. э. греческий национализм в целом сформировался, хотя и существовал в основном как идеология, а не политическое движение, так как некоторые греческие государства были ещё в союзе с Персидской империей. Когда Византийская империя находилась под властью династии Палеологов (1261—1453), пришла новая эра греческого патриотизма, которая сопровождалась гордостью за Древнюю Грецию. Некоторые выдающиеся личности в то время также предлагали изменить императорский титул с «Басилевса и самодержца римлян» на «Император эллинов». Этот энтузиазм по поводу славного прошлого стал элементом движения, которое привело к созданию современного греческого государства в 1830 году, после четырёх веков османского правления.
Народные движения, призывающие к энозису (включению разрозненных греческих малонаселённых территорий в большое греческое государство) привели к присоединению Крита (1908), Ионических островов (1864 г.) и Додеканеса (1947) (см.: Парижский мирный договор с Италией (1947)). Призывы к энозису были также особенностью политики Кипра во время британского правления. В смутные межвоенные годы некоторые греческие националисты рассматривали православных албанцев, аромунов и болгар как сообщества, которые могут быть ассимилированы греческой нацией. Греческий ирредентизм (Великая Идея) потерпел поражение в период греко-турецкой войны (1919 −1922), во время геноцида греков. С тех пор греко-турецкие отношения характеризуются напряжённостью между греческими и турецкими националистами, кульминацией которой стало турецкое вторжение на Кипр (1974).
Национализм сыграл значительную роль в греческой политике в течение первых полутора веков существования греческого государства. Националистические партии прошлого и настоящего включают в себя:
- Националистическая партия[англ.] (1865—1913)
- Партия вольнодумцев[англ.] (1922—1936)
- Национальная партия Греции (1945—1950)
- Греческий призыв[англ.] (1951—1955)
- Партия 4 августа[англ.] (1965—1977)
- Национальное большинство[англ.] (1977—1981)
- Партия эллинизма[англ.] (1981—2004)
- Национальный политический союз (1984—1996)
- Эллинский фронт[англ.] (1994—2005)
- Линия фронта[англ.] (1999—2000)
- Патриотический альянс[англ.] (2004—2007)
- Народный православный призыв (2000-н.в.)
- Национальный фронт[англ.] (2012-н.в.)
- Хриси Авги (парламентская)
- Независимые греки (парламентская)
- Национальная единая ассоциация[англ.] (активная).